# Britânia Eletrodomésticos
Britânia Eletrodomésticos oder kurz Britânia, mit Sitz in Curitiba im Bundesstaat Paraná ist ein Hersteller von Haushaltsgeräten, Elektrokleingeräten und Unterhaltungselektronik.
Gegründet 1956, produzierte man zuerst Öfen und Möbel aus Metall, um sich im Laufe der Jahre dann auf Haushaltsgeräte und andere Elektrogeräte zu fokussieren.
Zu Beginn der 2000er Jahre eröffnete man eine Fabrik in der Metropolregion Salvador im Bundesstaat Bahia und 2007 erwarb Britânia die Rechte an der Marke Philco für 10 Jahre, um die Produkte des traditionsreichen amerikanischen Unternehmens in Brasilien zu vermarkten.
Neben dem Firmensitz in Curitiba unterhält das Unternehmen ein Logistikzentrum in Joinville und Fabriken in Camaçari, Manaus und Joinville.